# Wilhelmine von Sydow
Wilhelmine von Sydow, Pseudonym Isidore Grönau (* 26. November 1789 in Thumitz; † 25. Juni 1867 in Schleusingen) war eine deutsche Autorin.

## Leben
Wilhelmine Friederike Karoline von Sydow war eine Tochter des dänischen Hauptmanns Karl Friedrich von Criegern. 1809 heiratete sie Friedrich von Sydow und folgte ihm in die verschiedensten Garnisonen, zuletzt in Erfurt. 1830 ging die Familie nach Sondershausen, wo sie Vorsteherin eines Frauenvereins wurde. Ihren letzten Lebensabschnitt verbrachte sie bei der Familie einer ihrer Töchter in Schleusingen. 
Wilhelmine von Sydow verfasste Trivialromane und Haushaltsratgeber.
Ihre Söhne waren u. a. Emil von Sydow und Oskar von Sydow.